# Rosenrot
Rosenrot (с нем. — «Розочка») — пятый студийный альбом немецкой Neue Deutsche Härte-группы Rammstein, выпущенный 28 октября 2005 года на звукозаписывающем лейбле Universal Music Group.
Rosenrot содержит шесть песен, не вошедших в альбом Reise, Reise, одну песню, написанную для альбома Mutter, и четыре новых композиции. Изначально диск должен был называться Reise, Reise Volume Two, но 18 августа 2005 года был анонсирован под названием Rosenrot.
В то время как Rammstein не занималась активной рекламой альбома, группа создавала ожидание от нового релиза различными способами;
Первый сингл с альбома, «Benzin», премьера которого состоялась в Berliner Wuhlheide (с 23 по 26 июня 2005 года), впоследствии был выпущен на CD. Эту и 5 других песен были представлены на официальном сайте группы в виде одноминутных семплов за восемь дней до выхода альбома (вместе с счётчиком дней до официального выхода альбома).

## Оформление альбома
Обложка была немного изменена с японской версии альбома Reise, Reise, которая использовалась в этой стране, потому что японские дистрибьюторы считали, что «чёрный ящик» на обложке не сработает. Rammstein посчитали обложку слишком красивой, чтобы использовать её только в японском регионе. Сами они считали, что она также является хорошей связью с Reise, Reise.
Корабль на обложке — американский ледокол USS Atka (AGB-3) или же USCGC Southwind (WAGB-280). Фотография, использованная для обложки в качестве основы, была сделана 13 марта 1960 года на станции Мак-Мердо в Антарктике.

## Живое исполнение песен
Тура в поддержку этого альбома не было. Вживую исполнялись только 5 песен — «Benzin», «Mann gegen Mann», «Rosenrot», «Zerstören» и «Te quiero puta!». «Benzin» исполнялась во время туров Ahoi, Liebe ist für alle da и во второй части Made in Germany, «Rosenrot» исполнялась лишь четыре раза на закрытых концертах в Берлине 27, 29, 31 октября 2009 года и 18 мая 2016 года, «Te quiero puta!» исполнялась в турах Liebe ist für alle da и Festival Tour 2016—2019 на всех концертах в Южной Америке и Мексике, «Mann gegen Mann» исполнялась в первой части тура Made in Germany 1995—2011 тура, «Zerstören» исполняли на летних фестивалях с 2016 по 2019 годы.
На сегодняшний день Rosenrot — это альбом Rammstein с большим количеством композиций, которые никогда не исполнялись вживую.

## Список композиций
Все тексты написаны Тиллем Линдеманном, вся музыка написана участниками Rammstein.
| №   | Название                                                                   | Перевод                         | Длительность |
| --- | -------------------------------------------------------------------------- | ------------------------------- | ------------ |
| 1.  | «Benzin»                                                                   | Бензин                          | 3:46         |
| 2.  | «Mann gegen Mann»                                                          | Мужчина с мужчиной              | 3:51         |
| 3.  | «Rosenrot»                                                                 | Розочка                         | 3:55         |
| 4.  | «Spring»                                                                   | Прыгай                          | 5:25         |
| 5.  | «Wo bist du?»                                                              | Где ты?                         | 3:56         |
| 6.  | «Stirb nicht vor mir» («Don’t Die Before I Do» совместно с Шарлин Спитери) | Не умирай раньше меня           | 4:06         |
| 7.  | «Zerstören»                                                                | Разрушать                       | 5:29         |
| 8.  | «Hilf mir»                                                                 | Помоги мне                      | 4:44         |
| 9.  | «Te quiero puta!» (совместно с Кармен Сапата)                              | с исп. — «Я люблю тебя, шлюха!» | 3:56         |
| 10. | «Feuer und Wasser»                                                         | Огонь и вода                    | 5:18         |
| 11. | «Ein Lied»                                                                 | Песня                           | 3:44         |

## Информация о песнях

### Benzin
Песня была исполнена ещё 23 июня 2005 года, задолго до выпуска альбома, в парке Вульхайд в Берлине. В интервью французской газете RockMag Тилль Линдеманн сказал: «На самом деле, однажды я посмотрел один фильм, который называется „С любовью, Лайза“. Это история парня, который теряет свою жену и работу и постепенно становится зависимым от бензина. Он ходит по заправкам и нюхает газовый насос. Это своего рода трагикомедия. Было снято множество фильмов о наркоманах, но никогда о тех, кто нюхает бензин. Я думаю, что это было стартовой точкой этой песни».
В припеве можно обнаружить заимствования из одноимённой песни группы «Rinderwahnsinn».
Поскольку Кристиан Лоренц заболел, в видеоклипе (режиссёр: Уве Фладе) его заменил дублёр.

### Mann gegen Mann
Рабочее название этой песни — «Schwuhla». Она существовала уже во времена альбома Mutter. Видеоклип к Mann gegen Mann, который был опубликован в начале февраля 2006 года, изначально транслировался обычным образом по телевидению. Однако спустя более месяца FSK («Добровольный самоконтроль киноиндустрии» — организация Германии, отвечающая за градацию по возрасту, с которого можно просматривать те или иные фильмы) разрешил просмотр клипа лицам в возрасте с 16 лет и его трансляцию по немецкому телевидению только с 22 до 6 часов.

### Rosenrot
Rosenrot в видеоклипе, среди прочего, освещает самобичевание монахов. Сама песня является адаптацией стихотворения «Heidenröslein» (рус. «Дикая розочка») Гёте и сказки «Schneeweißchen und Rosenrot» (рус. «Беляночка и Розочка»).
Риффы Rosenrot очень похожи на риффы «Stein um Stein». Это потому, что обе песни были спродюсированы во время записи Reise, Reise. Stein um Stein тогда называлась Rosenrot 60 (отсылка на темп песни, который составляет 60 ударов в минуту; сегодняшний вариант Rosenrot имеет темп 57 ударов в минуту), а также сегодняшняя Rosenrot имела рабочее название Rosenrot NY. Кроме того, в обоих песня используется идентичный вокальный семпл.

### Spring
Эта песня о том, что лирическое «Я» наблюдает вместе с другими людьми за человеком, который намеревался посетить мост (с которого открывается красивый вид). Группа людей считает его самоубийцей и призывает его прыгнуть. После того, как мужчина пытается покинуть мост против воли толпы, лирическое «Я» подкрадывается к мужчине и сталкивает его вниз.

Мужчина хочет уйти с моста,

Люди начинают его презирать,

Образуют узкий хоровод

И не хотят его выпускать.

Он поднимается наверх опять,

И толпа начинает бушевать,

Они хотят его потроха

И кричат…

Оригинальный текст (нем.)Der Mann will von der Brücke steigen,

Die Menschen fangen an zu hassen,

Bilden einen dichten Reigen

Und wollen ihn nicht nach unten lassen.

So steigt er noch mal oben

Und der Mob fängt an zu toben,

Sie wollen seine Innereien

Und schreien…

### Wo bist du?
Wo bist du? — довольно тяжёлая баллада в отличие от Stirb nicht von mir (Don’t Die Before I Do). Песня начинается с кларнета, затем к нему присоединяются ударные инструменты, электрогитара и бас-гитара. Также, как и в Du hast из альбома Sehnsucht, в начале песни фраза собирается, что позволяет по-разному её интерпретировать.

### Stirb nicht von mir (Don’t Die Before I Do)
Идея этого экспериментального дуэта с Шарлин Спитери пришла от продюсера Якоба Хеллнера. В этой песне отсутствуют тяжёлые гитарные риффы и глубокий, сдавленный вокал Тилля Линдеманна.

### Zerstören
Раньше песня называлась Ankara, имеет отношение к Иракской войне. В начале песни используется семпл Деврим Кая, поющей турецкую песню Huma Kusu.
Кристиан Флаке Лоренц сказал одной ежедневной газете о песне Zerstören следующее: «Это наша кантри-песня о Джордже Буше-младшем, и она совершенно серьёзна. Он ведёт себя в мире, как ребёнок, который хочет всё сломать. Но при этом посягает на чужие вещи!»

### Hilf mir
Образцом для текста этой песни послужил сборник десяти неизданных стихотворений франкфуртского психиатра Генриха Гофмана «Стёпка-растрёпка» (стихотворение «Очень печальная история со спичками»), из которого были частично взяты строки текста.

### Te quiero puta!
Te quiero puta! — первая и в настоящее время единственная испанская песня Rammstein. Название переводится как «Я люблю тебя, шлюха!» (дословно: «Я хочу тебя, шлюха!»). Рабочее название было «Ich bin». Эта песня должна была стать подарком мексиканским фанатам Rammstein, поскольку предшественник Rosenrot, Reise, Reise, поднялся на первое место в мексиканских чартах. Таким образом Rammstein хотели поблагодарить своих мексиканских фанатов. В начале песни слышен тихий стук лошадиных копыт и слово «¡Amigos!». В песне играют типичные мексиканские трубы.

### Feuer und Wasser
Feuer und Wasser была вдохновлена балладой Фридриха Шиллера «Taucher».
Само название поднимается от мягкого, почти хрупкого начала, которое составляет примерно первую треть песни, до двух других, объёмных, третей, включающих электрогитару, бас-гитару и ударные. Первый куплет, а также первый припев песни сопровождаются только акустической гитарой и компьютерным ритмом.

### Ein Lied
Ein Lied должна была стать подарком всем фанатам Rammstein. Наряду с Roter Sand из альбома Liebe ist für alle da и Diamant из безымянного альбома, Ein Lied — одна из немногих композиций, которые не сопровождаются ударными инструментами. Кроме того, во всей песне не использовались электрогитары, таким образом, это чисто акустическая композиция. Вокал Тилля Линдеманна сопровождается только акустической гитарой и сдержанными вставками клавишных.

## Синглы
- «Benzin» (2005)
- «Rosenrot» (2005)
- «Te Quiero Puta!» (промо)
- «Mann gegen Mann» (2006)

## Версии
Альбом вышел как на стандартном компакт-диске, так и в специальной редакции, которая включает, помимо CD, ещё и дополнительный DVD, содержащий три видеофрагмента концертных выступлений, в дальнейшем вошедших в концертный альбом «Völkerball»:
1. «Reise, Reise» (Arenes de Nimes, Ним, Франция, июль 2005)
2. «Mein Teil» (Club Citta, Канагава, Япония, июнь 2005)
3. «Sonne» (Brixton Academy, Лондон, Великобритания, февраль 2005)

## Успех
Альбом поднялся на первое место в немецких альбомных чартах на 46-й календарной неделе 2005 года и смог продержаться в Топ-100 в общей сложности 31 неделю. В Швейцарии получил платиновую сертификацию, а в Дании и Финляндии — золотую.
Также первое место группа заняла в Австрии, Эстонии и Финляндии. В Дании, Швеции, Швейцарии и Мексике альбом занял второе место, в Бельгии и Чехии — третье место, в Нидерландах и Норвегии — четвёртое, а во Франции — пятое. Другие топ-10 позиции чартов были достигнуты в Португалии, Польше, Греции, Исландии и Испании.
Rosenrot занял 23-е место в «Топ-50 альбомов» 2005 года.

## Участники записи
- Тилль Линдеманн — вокал
- Рихард Круспе — соло-гитара, бэк-вокал
- Пауль Ландерс — ритм-гитара, бэк-вокал
- Оливер Ридель — бас-гитара
- Кристоф Шнайдер — ударные
- Кристиан Лоренц — клавишные, семплы и программирование
- Шарлин Спитери — вокал (6)
- Кристиан Хебольд — бэк-вокал (6)
- Кристо Хермандос — труба (9)
- Кармен Запата — вокал (9)
- Олшен Инвольтини — струнные аранжировки (8)
- Свен Хельбиг — духовые аранжировки (9)
- Матияс Вилке — дирижёр (1, 2, 4)

## Чарты и сертификации
| Чарт (2006)                 | Позиция |
| --------------------------- | ------- |
| German Albums Chart         | 1       |
| Austrian Albums Chart       | 1       |
| Finnish Albums Chart        | 1       |
| Danish Albums Chart         | 2       |
| Swedish Albums Chart        | 2       |
| Swiss Albums Chart          | 2       |
| Belgian Albums Chart        | 3       |
| Dutch Albums Chart          | 4       |
| Norwegian Albums Chart      | 4       |
| French Albums Chart         | 5       |
| Polish Albums Chart         | 7       |
| Portuguese Albums Chart     | 7       |
| Czech Republic Albums Chart | 8       |
| Spanish Albums Chart        | 9       |
| Hungarian Albums Chart      | 18      |
| Italian Albums Chart        | 20      |
| UK Albums Chart             | 29      |
| New Zealand Albums Chart    | 38      |
| Croatian Albums Chart       | 39      |
| Irish Albums Chart          | 40      |
| Australian Albums Chart     | 44      |
| US Billboard 200            | 47      |

### Годовой чарт
| Чарт (2005)          | Позиция |
| -------------------- | ------- |
| Finnish Albums Chart | 12      |

### Сертификации
| Страна    | Сертификация | Продажи |
| --------- | ------------ | ------- |
| Финляндия | Золотой      | 20,892  |
| Швейцария | Платиновый   | 40,000  |